# Kunya (onomastica)
Nell'onomastica araba, il tecnonimico kunya (in arabo كنية‎?), seguito dal nome proprio di un figlio - in genere il primogenito - è espresso dai termini abū ('padre di') o umm ('madre di'). 

## Esempi
Esso è usato frequentemente per sottolineare la rilevanza sociale della persona che lo ostenta, o per sottolineare una caratteristica. 
Così, ad esempio, il profeta arabo Maometto era di norma chiamato Abū l-Qāsim, per il figlio che gli morì giovanissimo, mentre la Sfinge di Giza è chiamata Abū l-Hōl, che significa "Padre del terrore", per esprimere il sentimento che suscitava nei primi visitatori arabi.
Talora è seguito o sostituito dal laqab (ad es. il Califfo abbaside al-Manṣūr era chiamato per la sua parsimonia Abū Dawāniq, Quello degli spiccioli).